# Perdió este culo
«Perdió Este Culo» es una canción de la cantautora española Bad Gyal. Fue publicada el 26 de enero de 2024 como octavo single de su álbum debut La Joia (2024) a través de Universal Music Latino e Interscope Records.
El 24 de mayo de 2024 una remezcla de la canción fue publicada bajo el título «Perdió» junto a la cantante puertorriqueña Ivy Queen.

## Promoción
La canción se interpretó por primera vez el 22 de mayo de 2022 en Viladecans, Barcelona, junto a otros temas inéditos como «Sexy», «Chulo», «Tremendo Culón» y «La Prendo». La canción se volvió muy popular, especialmente después de que empezaran a circular videos del show en plataformas como SoundCloud y TikTok.
Finalmente, «Perdió Este Culo» se lanzó junto con el álbum el 26 de enero de 2024. Bad Gyal la interpretó como parte de un popurrí en Los 40 Music Awards 2024, donde también cantó «Fiebre», «Chulo», «La que no se mueva», «Flow 2000» y «Duro de verdad pt.2».

### Videoclip
El videoclip oficial se estrenó en el canal de YouTube de Bad Gyal el 26 de enero de 2024. Fue dirigido por Félix Bollaín y contó con la participación del actor español Martiño Rivas. En el video, Rivas y Bad Gyal interpretan a una pareja que acaba de romper su relación. Hasta junio de 2025, el video acumulaba más de 21 millones de visualizaciones. 

## Remix

### Antecedentes
Bad Gyal ha reconocido a Ivy Queen como una de sus principales influencias, afirmando que escucha su música desde que era niña. En diciembre de 2023, ambas artistas se conocieron por primera vez entre bastidores durante el concierto de Rauw Alejandro en San Juan, Puerto Rico. Más adelante, en marzo de 2024, celebraron juntas sus cumpleaños en Miami.

### Promoción y lanzamiento
El 19 de mayo de 2024, Bad Gyal generó expectativas sobre una colaboración con una artista aún no revelada a través de su cuenta de Instagram, donde comentó que La Joia «aún no estaba completa», y añadió «me falta lanzar una canción con una artista a la que admiro muchísimo». Poco después, invitó a sus seguidores a visitar su cuenta de TikTok, donde reveló que la artista en cuestión era Ivy Queen. En declaraciones a Rolling Stone, Bad Gyal aseguró que Queen era la única capaz de hacer que la canción creciera, y describió el proceso de colaboración como «increíble». En una entrevista con el periódico El País, confesó que grabar el tema fue una de las experiencias «más intensas de su vida». Finalmente la canción se lanzó oficialmente el 24 de mayo de 2024.

### Videoclip
El videoclip oficial se estrenó el 23 de mayo de 2024 en Estados Unidos y un día después en España, a través del canal oficial de YouTube de Bad Gyal. El video fue dirigido por Stillz y producido por la empresa We Own The City. Lucas Villa describió a las artistas como «dos diosas adornadas con diamantes brillando en un video con estética de los 2000». 

### Recepción
Un editor de ¡Hola! seleccionó el remix como la segunda mejor novedad musical de la semana, solo por detrás de «Touching the Sky» de Rauw Alejandro. Por su parte, Lucas Villa aseguró que Ivy Queen domina el tema «con mano de hierro», aportando su «flow feroz» a esta canción. El diario chileno La Hora calificó la canción como «la canción del verano».

## Posicionamiento en las listas

### Semanales
| Listas (2024)       | Mejor posición |
| ------------------- | -------------- |
| España (PROMUSICAE) | 15             |